# Natália Subtil
Natália da Silva Subtil (Rio de Janeiro, 1 de março de 1988) é uma modelo, apresentadora, atriz, cantora e compositora brasileira.

## Carreira
Nascida e criada em uma família humilde, no bairro do Méier, subúrbio carioca, Natália foi descoberta por uma agência enquanto praticava aulas de dança na academia Centro de Dança Rio, se tornando modelo a partir daquele ano. Nos primeiros anos de carreira realizou diversas campanhas publicitárias. Em 2004 mudou-se sozinha para os Estados Unidos, para realizar desfiles. Viveu em Nova York até 2008. 
Em 2009, vivendo no Rio de Janeiro, passou a agenciar a banda R2*D3 até o fim do grupo, em 2010. Em 2011, já morando no México, conheceu o DJ mexicano Iker Azcué, com quem namorou até 2015. Juntos, formaram a dupla Pop Crushers em 2012. Em uma das apresentações de maior destaque, a dupla reuniu cerca de 10 mil pessoas no México.
Em 2013, participou do programa Fábrica de Estrelas, que veio a formar a uma girl band brasileira, Girls. Natália chegou entre as 8 finalistas, mas não conseguiu vaga do quinteto pop. No mesmo ano lançou a canção "Cara de Pau", que foi parte da trilha sonora da telenovela Chiquititas. Dois anos mais tarde, lançou outra canção, "Don Juan", que faz parte da trilha sonora da novela Cúmplices de um Resgate.  
Foi convidada para participar do filme Velozes & Furiosos 8, com o papel que interpretou a atriz Charlize Theron, mas teve que recusar, pois já estava grávida de três meses do seu então marido Sérgio Mori. 
No dia 12 de dezembro de 2017, junto a DJ Thascya e o rapper MC Guimê, lançou seu primeiro single, "Baila Así". 
Dia 17 de Abril de 2018, Natália será a apresentadora oficial do Billboard Latin Music Showcase México com seu novo grupo BEN*GY, formado por Belen Gal, Yulian Diaz e Gustavo Lugo.
Natália têm duas produções no Netflix; Un Padre No Tan Padre e O Ganhador.
Atualmente Natália é apresentadora do programa matinal, Venga la alegria

## Vida pessoal
A artista é poliglota, sendo fluente em espanhol, inglês e italiano, além de falar sua língua materna, o português. Desde o ano de 2010 mora sozinha na Cidade do México. Em janeiro de 2016 iniciou um relacionamento amoroso com o cantor Sérgio Mayer Mori. Com um mês de namoro foram morar juntos. Em 21 de novembro de 2016 nasceu a única filha do casal: Mila Mayer Subtil. O casal separou-se em meados de 2017.

## Filmografia
| Título | Filmes                      | Personagem | País   |
| 2007   | Podecrer!                   | Cibele     | Brasil |
| 2014   | Amor de Mis Amores          | Aeromoça   | México |
| 2016   | Un Padre No Tan Padre       | Gio        | México |
| 2018   | It's Not What It Looks Like | Ana Maria  | EUA    |
| 2018   | El Ganador                  | Camila     | México |
| 2021   | Una Navidad No Tan Padre    | Gio        | México |

## Premiações
| Ano  | Prêmio          | País   |
| 2017 | Atriz Revelação | México |

## Singles
| Ano  | Singles     | Compositores                                              | Obs                                    |
| ---- | ----------- | --------------------------------------------------------- | -------------------------------------- |
| 2013 | Cara de Pau | Dalto Max                                                 | Tema da novela Chiquititas             |
| 2014 | Don Juan    | Natália Subtil e Güido Laris                              | Tema da novela Cúmplices de um Resgate |
| 2017 | Baila Así   | Natália Subtil e Güido Laris                              | Single da Dj Thascya, part. Mc Guimê   |
| 2018 | Santita     | Belen Gal                                                 | Single da cantora argentina Belen Gal  |
| 2018 | Mala        | Natália Subtil e Güido Laris                              |                                        |
| 2018 | Como Quiero | Dalto Max, Mariano Castrejón, Oscar Tintel e Victor Gobbi | Single do Dalto Max                    |
| 2019 | RA PA PA    | Atl Garza                                                 |                                        |